# Raymond Souplex
Pour les articles homonymes, voir Guillermain et Souplex.
Raymond Guillermain, dit Raymond Souplex, est un acteur, dialoguiste, scénariste et chansonnier français né le 1er juin 1901 dans le 5e arrondissement de Paris et mort le 22 novembre 1972 dans le 18e arrondissement de Paris.

## Biographie
Né le 1er juin 1901 au no 13, place du Panthéon dans le 5e arrondissement de Paris, fils de Léon Adrien, chef de service du bureau de bienfaisance du 5e arrondissement, et de Zélie Ernestine Pesloux (dont Souplex est l'anagramme), il est le cadet d'une famille de quatre enfants. Adulte, il tente d'entrer au Conservatoire en 1920, mais il échoue.

### Le chansonnier
À ses débuts, il est clerc d'huissier, la journée, et chansonnier le soir. Il tourne dans des cabarets et cafés-théâtres parisiens, dont le Caveau de la République, le théâtre du Coucou et le théâtre des Deux Ânes. C'est durant cette période qu'il rencontre Jane Sourza qui devient sa complice pendant de nombreuses années et non sa compagne comme on a pu le croire longtemps. Dès 1935, il participe aux émissions radiophoniques de Radio Cité avec Noël-Noël, Saint-Granier et Jane Sourza. Avec cette dernière, il interprète le rôle d'un clochard philosophe, nommé La Hurlette, dans l'émission humoristique Sur le banc. Pour créer son personnage, il s'inspire d'un clochard qu'il a connu enfant s'appelant Adalbert Biart de Chéradine. De cette émission est tiré en 1955 le film du même nom de Robert Vernay où il tient le rôle principal du clochard. Ça n'est qu'en 1933, sur les instances de la Chambre des huissiers, qu'il renonce à son métier de clerc d'huissier.

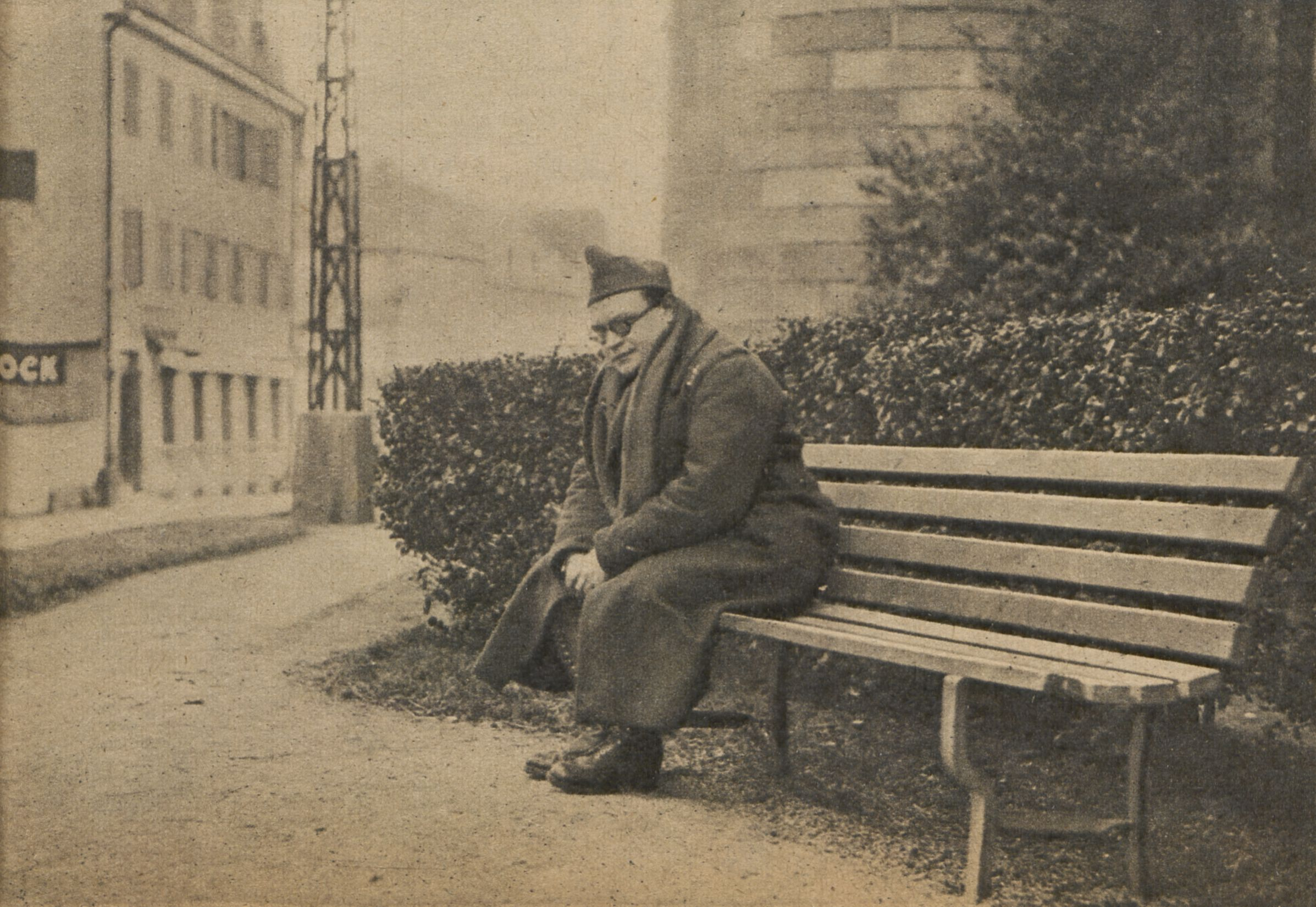
Raymond Souplex mobilisé en 1940.

Durant la Seconde Guerre mondiale, Raymond Souplex continue à se produire, par exemple au théâtre de Dix-Heures, au théâtre des Deux Ânes, ou sur Radio Paris. Il participe aussi, avec d’autres artistes comme Fréhel, Lys Gauty, Jane Sourza, à une tournée dans les usines du Troisième Reich où travaillent de nombreux Français du STO. À Berlin en août 1943, il accompagne quelques artistes français dont Loulou Gasté, Édith Piaf, Albert Préjean, Viviane Romance, et pose avec eux devant la porte de Brandebourg, à l'occasion d'un voyage censé promouvoir la chanson française, ce qui lui vaut un blâme à la Libération. Il écrit une opérette Clochemerle, d’après le roman de Gabriel Chevallier, musique de Fernand Warms, crée le 11 mars 1944 au théâtre Moncey. Après la guerre, il reprend son émission Sur le banc sur l'antenne de Radio Luxembourg de 1949 à 1963.

### L'acteur
Sa carrière cinématographique démarre en 1939, avec le film Sur le plancher des vaches de Pierre-Jean Ducis avec Noël-Noël, alors que Raymond Souplex a déjà une certaine popularité. En 1940, dans Les Surprises de la radio de Marcel Aboulker, il joue son propre rôle au milieu d'autres grandes vedettes de l'époque. Il faut attendre la Libération pour revoir Souplex sur les écrans. En 1948, Henri-Georges Clouzot l'engage dans Manon aux côtés de Cécile Aubry, Serge Reggiani et Michel Bouquet et en 1950, Henri Jeanson le choisit pour incarner un chanteur de charme vieillissant dans Lady Paname aux côtés de Louis Jouvet et de Suzy Delair. En 1951, il incarne Gen Paul, l'artiste peintre plutôt ringard, mais sympa, ami, et confident de Garou-Garou, incarné par Bourvil, dans le film Garou-Garou, le passe-muraille. Ce rôle le rendra assez populaire. Des années 1950 au début des années 1970, le public voit à la télévision à de nombreuses reprises Raymond Souplex, surtout dans des émissions de variétés de l'ORTF, comme l'émission de Jean Nohain, 36 chandelles.

### Le personnage de Bourrel
En 1957, Claude Loursais le choisit pour devenir l'acteur principal de la série télévisée policière française Les Cinq Dernières Minutes, où il incarne l'inspecteur (puis commissaire en 1965) Antoine Bourrel. Ce rôle a été inspiré par le tournage du film Identité judiciaire dans lequel il incarne le commissaire Basquier, personnage en tous points comparable à celui du commissaire Bourrel.
L'acteur et son personnage sont restés fameux en raison de l'exclamation : « Bon Dieu ! Mais c'est bien sûr ! » (et non « Bon sang ! Mais c'est bien sûr ! ») à la fin de chaque épisode lorsque la résolution de l'énigme s'impose à l'enquêteur et que celui-ci s'adresse directement au téléspectateur pour l'inviter à le suivre dans ses raisonnements. Il compose personnellement son personnage : la coupe à la brosse et la moustache, la gabardine, le nœud papillon, le chapeau rond. La collaboration avec Claude Loursais dure 56 épisodes de 1958 à 1972.
Bourrel est secondé dans la série par Jean Daurand, dans le rôle de l'inspecteur Dupuy. À noter que le tandem formé par les deux comédiens est si familier du public français qu'ils apparaissent ensemble dans deux films où Souplex joue à nouveau un policier et Daurand son adjoint : L'assassin viendra ce soir et La Malédiction de Belphégor.
Raymond Souplex joue durant cette fameuse série avec bon nombre d'acteurs célèbres ou devenus célèbres : Françoise Fabian, Ginette Leclerc, Serge Gainsbourg, Pierre Brasseur, Henri Virlogeux, Bernard Fresson, Henri Crémieux, Jacques Monod, Yves Rénier, Henri Tisot, Gérard Hernandez, Marcel Bozzuffi, François Perrot, Michel Bouquet, Danièle Évenou, Marthe Mercadier, Raymond Gérôme, Jean-Pierre Cassel...
En 1960, il apparaît dans le court-métrage Le Rondon, d'André Berthomieu.

### Ultime tournage et mort
Raymond Souplex tourne le 56e épisode de la série Les Cinq Dernières Minutes lorsqu'il meurt, le 22 novembre 1972, d'un cancer du poumon, à son domicile, 7, rue Cauchois dans le 18e arrondissement de Paris,. Cet épisode intitulé Un gros pépin dans le chasselas n'étant pas achevé, Claude Loursais et Claude-Jean Bonnardot décident d'introduire un juge d'instruction flanqué d'un greffier et d'user d'un artifice scénaristique pour compléter le tournage. Le juge est joué par Jacques Bouvier. Il est diffusé le 7 novembre 1973.
Raymond Souplex est inhumé au cimetière de Gentilly. Son épouse, Lucienne Arduini, décède en 1993. 

### Postérité
Perrette Souplex, fille de Raymond Souplex, actrice elle-même, interprète le rôle de Perrette Bourrel dans l'épisode Le Dernier Cri en 1996, un des derniers de la série.

## Hommage
Un square du 18e arrondissement de Paris, au coin des rues Montcalm et Marcadet, porte son nom. Il est évoqué dans le 349e des 480 souvenirs cités par Georges Perec dans Je me souviens.

## Filmographie

### Cinéma
- 1939 : Sur le plancher des vaches de Pierre-Jean Ducis : un chansonnier
- 1940 : Les Surprises de la radio de Marcel Aboulker : lui-même (également coscénariste)
- 1942 : Sirius symphonies de Jean Devaivre - court métrage -
- 1945 : Dans le mouvement de Louis Devaivre - court métrage -
- 1945 : La Pythonisse de Jean Devaivre - court métrage -
- 1946 : Les Deux Camille de Jean Devaivre - court métrage -
- 1946 : Symphonies de Louis Devaivre - court métrage -
- 1946 : Jamais deux sans trois de Boris Zatouroff - court métrage -
- 1946 : Je cherche un petit appartement de Louis Devaivre - court métrage -
- 1946 : Je te serais fidèle de Louis Devaivre - court métrage -
- 1946 : Quand allons-nous nous marier ? de Louis Devaivre - court métrage -
- 1946 : Rêver (film, 1946) de Louis Devaivre - court métrage -
- 1947 : Le Moulin de La Galette de Jean Devaivre - court métrage -
- 1948 : Les Drames du Bois de Boulogne de Jacques Loew - court métrage -
- 1948 : Manon d'Henri-Georges Clouzot : M. Paul
- 1948 : Bonjour le monde de Jean-Jacques Mehu - court métrage -
- 1948 : Les Dupont sont en vacances d'André Pellenc - court métrage -
- 1949 : Branquignol de Robert Dhéry : le convive au sang-froid
- 1950 : Lady Paname  d'Henri Jeanson : Arsène Marval, chanteur célèbre et cabotin
- 1950 : Trente-troisième chambre d'Henri Verneuil - court métrage -
- 1950 : Garou-Garou, le passe-muraille de Jean Boyer : Gen Paul, l'artiste peintre
- 1950 : Meurtres de Richard Pottier : Blaise Annequin
- 1950 : Le Clochard milliardaire de Léopold Gomez : Sosthène
- 1950 : Caroline chérie de Richard Pottier : M. Belhomme
- 1951 : Identité judiciaire d'Hervé Bromberger : le commissaire Basquier
- 1951 : Au fil des ondes de Pierre Gautherin : participation
- 1951 : Paris chante toujours de Pierre Montazel : lui-même
- 1951 : Le Vrai Coupable de Pierre Thévenard : l'inspecteur Querneau
- 1952 : Opération Magali de Laslo V.Kish avec André Le Gall, Philippe Nicaud et Georges Flamant : le commissaire Paoli
- 1952 : Poil de carotte de Paul Mesnier
- 1954 : Si Versailles m'était conté... de Sacha Guitry : le commissaire-priseur
- 1955 : Sur le Banc de Robert Vernay :  La Hurlette
- 1955 : Nagana d'Hervé Bromberger : Charlier
- 1955 : Les Pépées au service secret de Raoul André : M. Bonneval
- 1955 : Coup dur chez les mous de Jean Loubignac, sorti en 1956 : Totor
- 1956 : Les carottes sont cuites de Robert Vernay : Raymond Boyer, le père du virtuose
- 1956 : Bébés à gogo de Paul Mesnier : Stéphane Petitbourgeois
- 1956 : Les Aventures de Till l'espiègle de Gérard Philipe et Joris Ivens : Grippesous
- 1957 : La Fille de feu d'Alfred Rode : le professeur Théodore Heldt
- 1958 : Les Amants de demain de Marcel Blistène : Charles
- 1959 : Chaque minute compte de Robert Bibal : le commissaire Muller
- 1960 : Le Mouton de Pierre Chevalier : le gardien-chef
- 1960 : Alibi pour un meurtre de Robert Bibal : le commissaire Muller
- 1962 : L'assassin viendra ce soir de Jean Maley : le commissaire Serval
- 1964 : Dernier Tiercé de Richard Pottier : l'inspecteur Masurel
- 1966 : La Sentinelle endormie de Jean Dréville : Villeroy
- 1966 : La Malédiction de Belphégor de Georges Combret et Jean Maley : Legris
- 1970 : Clodo (ou Clodo et les Vicieuses) de Georges Clair : le curé

### Télévision
- 1952 : Le bourgeois gentilhomme mise en scène de Pierre Valde, réalisation par René Lucot : Monsieur Jourdain
- 1956 : Prenez garde à la peinture de Réné Fauchois, réalisation François Gir : Gadarin
- 1957 : En votre âme et conscience, épisode : L'affaire Gouffé de  Claude Barma
- 1958 : En votre âme et conscience / L'Affaire Schwartzbard de Claude Barma : la défense
- 1958 : Orphée aux Enfers de Jean Paul Carrère : Jupiter
- 1958 : On ne sait jamais de André Leroux : M. Achille, brocanteur à Montmartre
- 1959 : Ciboulette de Francis de Croisset; réalisation Guy Lessertisseur : Antonin
- 1963 : Un coup dans l'aile de Claude Barma : le concierge
- 1964 : Filous et Gogos / Hôtel de la gare de Paul Robin
- 1964 : Un jour à Enghien de Jacques Gérard : Barville
- 1964 : Pierrot des Alouettes, comédie musicale de Henri Spade : inspecteur Bourrel
- 1965 : Le 3ème témoin de Dominique Nohain, mise en scène de l'auteur, réalisation Georges Folgoas : l'inspecteur Lambert
- 1968 : Les Enquêtes du commissaire Maigret / Le chien jaune de Claude Barma : le présentateur
- 1971  : Des yeux, par milliers, braqués sur nous d'Alain Boudet : Raymond

#### Au théâtre ce soir
- 1967 : Bon Appétit Monsieur de Gilbert Laporte, mise en scène Fred Pasquali, réalisation Pierre Sabbagh, théâtre Marigny : Étienne
- 1969 : Le Deuxième Coup de feu de Robert Thomas, mise en scène de l'auteur, réalisation Pierre Sabbagh, théâtre Marigny : Édouard
- 1969 : La Perruche et le Poulet de Robert Thomas d'après Jack Popplewell, mise en scène Robert Thomas, , réalisation Pierre Sabbagh, théâtre Marigny : l'inspecteur Grandin

#### Les Cinq Dernières Minutes
Entre 1958 et 1973, il participe au tournage de 56 épisodes de cette célèbre série policière en incarnant le rôle de l'inspecteur principal, puis commissaire, Antoine Bourrel. Les épisodes sont de Claude Loursais, sauf autre précision. La date entre parenthèses est, pour chaque épisode, celle de la première diffusion.
- La Clé de l'énigme (1er janvier 1958)
- D'une pierre deux coups (9 mars 1958)
- Les Cheveux en quatre (7 avril 1958)
- Réactions en chaîne (6 mai 1958)
- L'habit fait le moine (6 juin 1958)
- Le Théâtre du crime (5 août 1958)
- Le Tableau de chasse (7 octobre 1958)
- Un sang d'encre (9 décembre 1958)
- Un grain de sable (27 janvier 1959)
- On a tué le mort (10 mars 1959)
- Sans en avoir l'air (14 août 1959)
- Dans le pétrin (18 septembre 1959)
- Poison d'eau douce (3 novembre 1959)
- Au fil de l'histoire (1er mars 1960)
- Un poing final (26 avril 1960)
- Dernier Cri, de Claude Loursais et Jean-Marie Comeau (21 juin 1960)
- Le Dessus des cartes (6 septembre 1960)
- Qui trop embrasse (22 novembre 1960)
- Sur la piste (31 janvier 1961)
- Cherchez la femme (4 avril 1961)
- Épreuves à l'appui (6 juin 1961)
- L'Avoine et l'Oseille (26 septembre 1961)
- L'Épingle du jeu (6 janvier 1962)
- Le Tzigane et la Dactylo, de Pierre Nivelet (17 avril 1962)
- C'était écrit (5 juin 1962)
- Mort d'un casseur, de Guy Lessertisseur (5 juin 1962)
- Un mort à la une, de Pierre Nivelet (27 novembre 1962)
- L'Eau qui dort (12 mars 1963)
- Une affaire de famille, de Jean-Pierre Marchand (6 juillet 1963)
- Fenêtre sur jardin (18 février 1964)
- 45 tours et puis s'en vont, de Bernard Hecht (23 avril 1964)
- Quand le vin est tiré (11 juillet 1964)
- Sans fleurs ni couronnes (28 novembre 1964)
- Napoléon est mort à Saint-Mandé (24 avril 1965)
- Bonheur à tout prix (3 juillet 1965)
- Des fleurs pour l'inspecteur (25 septembre 1965)
- La Chasse aux grenouilles (27 novembre 1965)
- Pigeon vole (29 janvier 1966)
- La Rose de fer, de Jean-Pierre Marchand (4 juin 1966)
- Histoire pas naturelle, de Guy Lessertisseur (22 octobre 1966)
- La Mort masquée, de Guy Lessertisseur (14 janvier 1967)
- Finir en beauté (25 mars 1967)
- Un mort sur le carreau, de Roland-Bernard (16 septembre 1967)
- Voies de fait, de Jean-Pierre Decourt (11 novembre 1967)
- Les Enfants du faubourg (27 janvier 1968)
- Tarif de nuit, de Guy Séligmann (6 avril 1968)
- Le commissaire est sur la piste (23 mars 1969)
- Traitement de choc (23 novembre 1969)
- Une balle de trop, de Raymond Portarlier (1er janvier 1970)
- Les Mailles du filet (6 juin 1970)
- Les Yeux de la tête (1er novembre 1971)
- Chassé croisé (3 février 1972)
- Meurtre par la bande (4 mai 1972)
- Le diable l'emporte (10 novembre 1972)
- Meurtre par intérim (7 février 1973
- Un gros pépin dans le chasselas, de Claude-Jean Bonnardot (7 novembre 1973

## Théâtre
- 1952 : La Tête des autres de Marcel Aymé, mise en scène André Barsacq, théâtre de l'Atelier : Alessandrovici
- 1952 : Le Cocotier de Jean Guitton, mise en scène Paule Rolle, théâtre du Gymnase : Achille Perrochon
- 1952 : Feu Monsieur de Marcy de Raymond Vincy et Max Regnier, mise en scène Georges Douking, théâtre de la Porte Saint Martin
- 1953 : Ces messieurs de la Santé de Paul Armont et Léopold Marchand, théâtre de Paris
- 1954 : Le Capitaine Smith de Jean Blanchon, mise en scène André Clavé, théâtre Montparnasse
- 1957 : L'École des cocottes de Paul Armont & Marcel Gerbidon, mise en scène Jacques Charon, théâtre Hébertot
- 1960 : Crime parfait de Frederick Knott, mise en scène Jean Meyer, théâtre du Palais-Royal
- 1961 : Le Mariage forcé et L'École des maris de Molière, mise en scène Jean Meyer, théâtre du Palais Royal
- 1962 : Bichon de Jean de Létraz, mise en scène Jean Meyer, théâtre Édouard VII
- 1962 : Piège pour un homme seul de Robert Thomas, mise en scène Jacques Charon, théâtre de l'Ambigu
- 1963 : Piège pour un homme seul de Robert Thomas, mise en scène Jacques Charon, Théâtre des Bouffes-Parisiens
- 1963 : Bonsoir Madame Pinson d'Arthur Lovegrove, adaptation André Gillois et Max Régnier, mise en scène Jean-Paul Cisife, théâtre de la Porte-Saint-Martin
- 1965 : Le 3e Témoin de Dominique Nohain, mise en scène de l'auteur, théâtre de l'Ambigu
- 1966 : La Perruche et le Poulet de Robert Thomas, Théâtre du Vaudeville : Henri Grandin
- 1968 : La Perruche et le Poulet de Robert Thomas, mise en scène de l'auteur, théâtre des Nouveautés : Henri Grandin
- 1969 : L'Ascenseur électrique de Julien Vartet, mise en scène Roland Piétri, théâtre de la Renaissance : Monsieur Benoît
- ??? : Le Troisième Témoin de Dominique Nohain, théâtre de l'Ambigu

## Discographie
- Carmen, La Hurlette et cie par Jane Sourza et Raymond Souplex, CD paru en 2006 chez Marianne Mélodie.
- Chansons à boire par Raymond Souplex, CD paru en 2006 chez ULM.